# Jani Minga
Jani Konstandin Minga (ur. 1 sierpnia 1872 we wsi Shënpjetër k. Fieru, zm. 7 maja 1947 we Wlorze) - albański nauczyciel, jeden z sygnatariuszy deklaracji niepodległości Albanii z 1912 roku.

## Życiorys
W 1880 przeniósł się wraz z rodziną do Wlory. Ukończył studia filologiczne na Uniwersytecie Ateńskim. Był założycielem szkół albańskich w okręgu Wlora.
W 1920 roku wziął udział w bitwie o Wlorę.
W czerwcu 1924 wspierał zamach stanu przeprowadzony przez zwolenników Fana Noliego, po ich zwycięstwie przemawiał do ludności Tirany w imieniu nowych władz.

## Tytuły
Został odznaczony tytułem Nauczyciela Ludu oraz tytułem Honorowego Obywatela Wlory.

## Życie prywatne
Był synem Konstandina i Any.
Znał starożytny język grecki, łaciński, włoski i francuski.